# Tom Cribb
Thomas Cribb (ur. 8 lipca 1781 w Hanham, zm. 11 maja 1848 w Woolwich) – angielski bokser z okresu walk na gołe pięści.
Po zakończeniu służby w Marynarce Brytyjskiej w 1805 rozpoczął karierę bokserską. W tym samym roku spotkał się z przybyłym z Ameryki czarnoskórym, byłym niewolnikiem Billem Richmondem. Wygrał po trwającym 90 minut pojedynku. W 1807 stoczył walkę z byłym mistrzem Anglii w wadze ciężkiej Jemem Belcherem. Po dramatycznym pojedynku, w którym w 18. rundzie był bliski porażki, odniósł zwycięstwo wygrywając po 55 minutach w 41. rundzie. Tytuł mistrza Anglii w wadze ciężkiej zdobył rok później zwyciężając 25 października 1808 w Mouslehy Hurst po 45 minutach w 23 rundzie Boba Gregsona. W 1809 doszło do rewanżu z Jemem Belcherem. Tym razem wygrał zdecydowanie po 40 minutach w 31 rundzie.

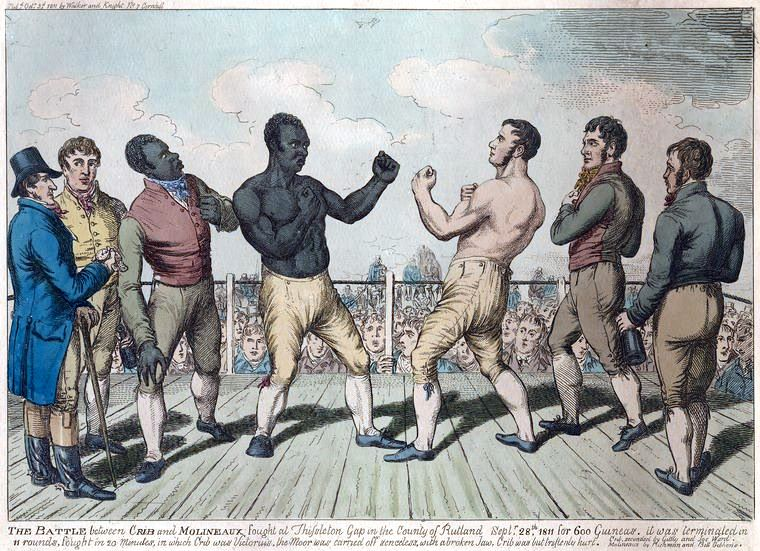
Pojedynek Cribba z Molineaux w 1811

W latach 1810 i 1811 stoczył w obronie tytułu mistrzowskiego dwa zwycięskie pojedynki z Tomem Molineaux, cieszącym się dużą popularnością kolejnym czarnoskórym przybyszem z Ameryki. Pierwszy odbył się 18 grudnia 1810 w Copthall Common. Był dramatyczny, ze zmieniającą się sytuacją i wieloma kontrowersjami nie rozstrzygniętymi do dziś. Trwał 55 minut i zakończył się w 44. rundzie (według części źródeł w 33.) kiedy Molineaux nie miał siły go wznowić. Rewanż w Thistleton Gap, 28 września 1811, zakończony już po 19 minutach w jedenastej rundzie toczył się z wyraźną przewagą Cribba. Mistrzem pozostał do 18 maja 1822, kiedy ogłosił zakończenie kariery i rezygnację z tytułu.
W roku 1991 został przyjęty do Międzynarodowej Bokserskiej Galerii Sław.